# Пафлагонія (фема)
Фема Пафлагонія (грец. θέμα Παφλαγονίας) — військово-адміністративна одиниця Візантійської імперії (фема), яка розташовувалась у північній частині Малої Азії (сучасна Туреччина). Отримала назву від старовинної області Пафлагонія. Утворилася близько 820 року. Остаточно припинила своє існування близько 1380 року внаслідок захоплення території османським та Джандаридським беліками.

## Історія
Спочатку частини колишньої Пафлагонії являли собою турми у складі фем Опсікіон та Арменіакон, а згодом Букеларії. У 819 або 820 році виокремлено у самостійну фему. Головними завданнями були: оперативний захист узбережжя Малої Азії від нападів русів у Чорному морі, а також тилова база біля Букеларіїв та Арменіакон, куди часто вдиралися війська Багададського халіфата та мусульманських еміратів. Також звідси спрямовували військові, побутові матеріали до феми Клімати (Кримський півострів).
З 860-х років внаслідок успіхів візантійського війська зникла безпосередня небезпека кордонам феми від нападів мусульманських військ. З цього часу відбувається розбудова Пафлагонії, тут отримують пронії та значні маєтності константинопольська знать.
Протягом X—XI ст. фема була надійною опорою центрального уряду. Нічого невідомо про участь місцевих стратегів у заколотах чи змовах. Лише у 1057 році фема Пафлагонія стала провідною базою для повстання Ісаака Комніна проти імператора Михайла VI.
Значення Пафлагонійської феми зросло після поразки візантійців у битві біля Манцикерту з військами сельдуцького султана Алп-Арслана. Протягом 1070-х років звідси рушали війська проти заколотника Русселя де Байоля в Арменіаконі 1073 року, на захист центральних областей Малої Азії. Втім заколоти Никифора Вотаніата та Никифора Меліссена у 1077—1081 роках спричинила послаблення захисту усіх фем в азійській частині. Тому до 1081 року Пафлагонію було захоплено військами сельджуків.
Відвоюванням колишніх територій зайнявся імператор Іоанн II, але він у 1130-х роках зміг зайняти лише узбережжя та деякі внутрішні райони колишньої феми. Проте її статус було відновлено. 1181 року фема стала місцем повстання Андроніка Комніна проти фактичних правителів Марії Антіохійської та Олексія Комніна.
У 1204 році внаслідок захоплення учасниками Четвертого хрестового походу Константинополя, візантійська імперія розпалася на частини. В Пафлагонії отаборився Давид Великий Комнін. Але невдовзі фема стала об'єктом боротьби з Нікейською імперією. В цю війну втрутилася Латинська імперія. Зрештою у 1214 році Нікеї вдалося захопити західну Пафлагонію з містом Амастріда.
За часів нікейської імперії фема прибувала у жалюгідному стані через розорення постійними війнами, нападами сельджуків. У 1261 році важливий порт Амастрида захопили генуезці. Після відновлення візантійської імперії під владою династії Палеологів на деякий час відбулося відродження феми. Цьому також сприяло послаблення Румського султанату внаслідок поразок від монголів.
З початку XIV ст. фема стала місцем атаки бейлік, на які розпався Румський султанат. Цей процес тривав до кінця століття. Близько 1380 року фема Пафлагонія припинила своє існування.

## Адміністрація
Центром феми було місто Гангра. На чолі стояв стратег, що вперше згаданий у 826 році. За часів Аморейської та Македонської династії стратег Пафлогонії належав до 3-го розряду, отримуючи щорічну платню у 24 лібри золота. Під його орудою перебувало 5 тис. вояків. Також в фемі розташовувалося 5 фортець. Крім цього, в порту Амастрида розміщувався флот, на чолі якого стояв катепан. З 1071 року на чолі феми вже стояли дуки.

## Відомі очільники
- Никифор Василакі (1071—1076)